# مفلطح

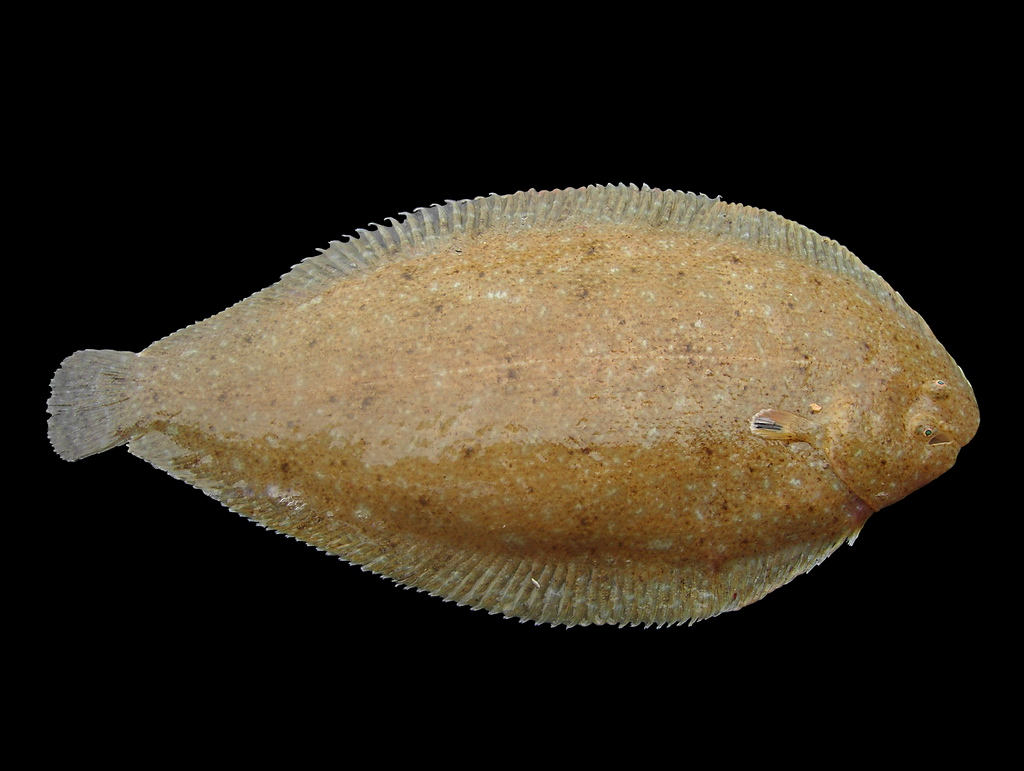
Solea lascaris

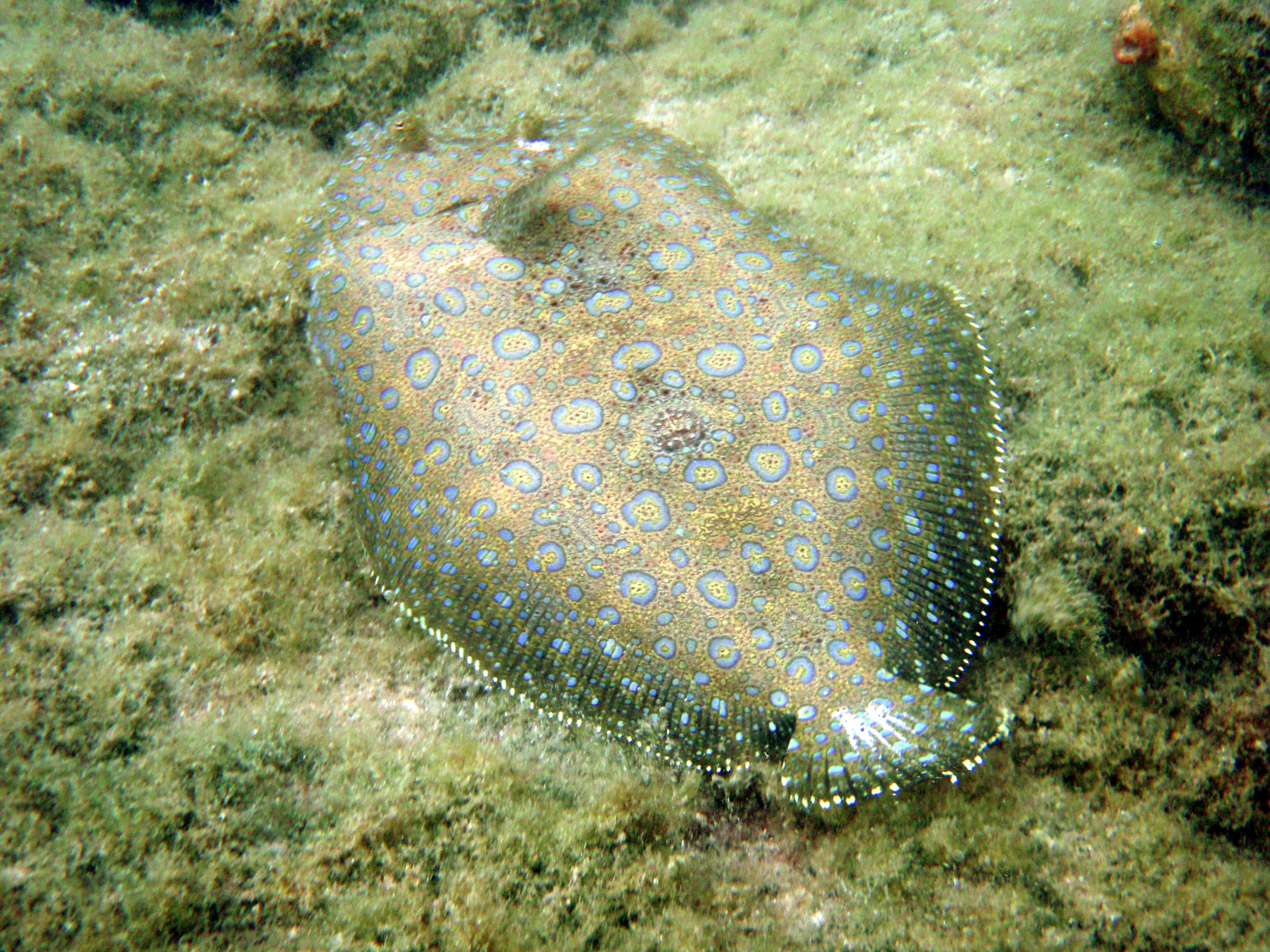
سمك مفلطح

المفلطح اسم مجموعة من السمك البحري، تعيش في قيعان الخلجان الرملية والطينية، وعلى طول سواحل معظم البحار. وهناك حوالي 300 نوع مختلف من المفلطح. ويُجلب المفلطح الأوروبي من مياه شمالي النرويج، وجنوبًا حتى البحر الأبيض المتوسط، والبحر الأدرياتيكي، والبحر الأسود. ويكثر في بحر البلطيق حيث يعتبر غذاءً مهمًا. ويعيش المفلطح النجمي في المحيط الهادئ الشمالي، في المنطقة الممتدة من كاليفورنيا وألاسكا في الولايات المتحدة الأمريكية إلى بحر بيرنغ، واليابان وكوريا. وهو سمك الصيد عمومًا على طول ساحل كاليفورنيا.
له جسم مضغوط لحد كبير، وعينان على جانب واحد من الرأس. ويتخذ جانب هذا السمك المتجه إلى أعلى لون قاع البحر الذي يعيش فيه. أما الجانب المواجه للقاع فيكاد يكون أبيض اللون. وعند فقس بيض المفلطح تخرج صغاره في البداية على شكل سمكة عادية. وبعد أن يصل طولها إلى نحو 1,5سم يصير الجسم مسطحًا، وتظهر العينان على جانب واحد من الرأس. وتتخذ أسماك المفلطح علامات تأتلف مع محيطها، فيمكن للسمكة أن تستلقي مختفية في قاع البحر، وهذا يسهل عليها اصطياد الروبيان. ويشكل صغار السمك غذاءها الأساسي من ضروب المفلطح، والداب، والهلبوت، والبلاَيِس. وهو ينتمي إلى فصيلة سمك موسى والتُربوت.